# McKees Rocks
McKees Rocks är en ort av typen borough i Allegheny County i den amerikanska delstaten Pennsylvania med en yta av 2,9 km² och en folkmängd som uppgår till 6 622 invånare (2000). Namnet, som stavas utan apostrof, är efter indianagenten Alexander McKee. Ortens smeknamn är "The Rocks".

## Kända personer från McKees Rocks
- John Kasich, guvernör i Ohio 2011-
- Catherine Baker Knoll, viceguvernör i Pennsylvania 2003-2008